# SN 2006fs
SN 2006fs – supernowa typu Ia odkryta 27 sierpnia 2006 roku w galaktyce A210959+0024. W momencie odkrycia miała maksymalną jasność 20,00m.